# ITF Joué-lès-Tours
Das ITF Joué-lès-Tours (offiziell: Open Engie de Touraine) ist ein in Frankreich ausgetragenes Tennisturnier des ITF Women’s Circuit, das in Joué-lès-Tours ausgetragen wird.

## Siegerliste

### Einzel
| Jahr                   | Siegerin             | Finalgegnerin       | Ergebnis          |
| ---------------------- | -------------------- | ------------------- | ----------------- |
| ↓ Kategorie: $10.000 ↓ |                      |                     |                   |
| 1996                   | Zuzana Lešenarová    | Axelle Thomas       | 6:3, 4:6, 6:2     |
| 1997                   | Katarzyna Nowak      | Katalin Miskolczi   | 6:1, 6:2          |
| ↓ Kategorie: $25.000 ↓ |                      |                     |                   |
| 1998                   | Amélie Cocheteux     | Stéphanie Foretz    | 6:1, 6:1          |
| 1999                   | nicht ausgetragen    | nicht ausgetragen   | nicht ausgetragen |
| 2000                   | Dally Randriantefy   | Lydia Steinbach     | 4:0, 4:1, 4:1     |
| 2001                   | Kyra Nagy            | Anne-Laure Heitz    | 1:6, 6:4, 6:0     |
| 2002                   | Camille Pin          | Mara Santangelo     | 2:6, 6:3, 6:0     |
| 2003                   | Dally Randriantefy   | Kaia Kanepi         | 7:5, 6:4          |
| 2004                   | Květa Peschke        | Dally Randriantefy  | 6:3, 6:2          |
| ↓ Kategorie: $50.000 ↓ |                      |                     |                   |
| 2005                   | Émilie Loit          | Jelena Kostanić     | 6:2, 6:1          |
| 2006                   | Roberta Vinci        | Virginie Razzano    | 6:3, 6:1          |
| 2007                   | Sofia Arvidsson      | Kristina Barrois    | 6:3, 6:2          |
| 2008                   | Julie Coin           | Stéphanie Foretz    | 7:67, 7:63        |
| 2009                   | Sofia Arvidsson      | Jelena Dokić        | 6:2, 7:67         |
| 2010                   | Alison Riske         | Wesna Manassijewa   | 5:7, 6:4, 6:1     |
| 2011                   | Alison Riske         | Oqgul Omonmurodova  | 2:6, 6:2, 7:5     |
| 2012                   | Mónica Puig          | Maria João Koehler  | 3:6, 6:4, 6:1     |
| 2013                   | Mirjana Lučić-Baroni | An-Sophie Mestach   | 6:4, 6:2          |
| 2014                   | Carina Witthöft      | Urszula Radwańska   | 6:3, 7:66         |
| 2015                   | Olha Fridman         | Kristýna Plíšková   | 6:2, 3:6, 6:1     |
| 2016                   | Maryna Zanevska      | Elena-Gabriela Ruse | 6:3, 6:3          |
| ↓ Kategorie: $25.000 ↓ |                      |                     |                   |
| 2017                   | Tereza Smitková      | Myrtille Georges    | 6:3, 7:5          |
| 2018                   | Chloé Paquet         | Myrtille Georges    | 7:65, 6:2         |

### Doppel
| Jahr                   | Siegerinnen                                       | Finalgegnerinnen                           | Ergebnis          |
| ---------------------- | ------------------------------------------------- | ------------------------------------------ | ----------------- |
| ↓ Kategorie: $10.000 ↓ |                                                   |                                            |                   |
| 1996                   | Elsa Morel Edith Nunes-Bersot                     | Magali Lamarre Kristin Osmond              | 6:2, 3:6, 6:2     |
| 1997                   | Milena Nekvapilová Hana Šromová                   | Eva Dyrberg Maiken Pape                    | 5:7, 6:3, 6:4     |
| ↓ Kategorie: $25.000 ↓ |                                                   |                                            |                   |
| 1998                   | Lenka Cenková Eva Martincová                      | Amélie Cocheteux Émilie Loit               | 3:6, 6:4, 7:5     |
| 1999                   | nicht ausgetragen                                 | nicht ausgetragen                          | nicht ausgetragen |
| 2000                   | Eleni Daniilidou Maria Geznenge                   | Mia Buric Laura Dell’Angelo                | 5:3, 4:1, 4:0     |
| 2001                   | Dally Randriantefy Natacha Randriantefy           | Flavia Pennetta Maria-Paola Zavagli        | 6:4, 3:6, 6:3     |
| 2002                   | Aljona Bondarenko Walerija Bondarenko             | Michaela Paštiková Jasmin Wöhr             | 7:64, 4:6, 6:3    |
| 2003                   | Līga Dekmeijere Bianka Lamade                     | Leslie Butkiewicz Caroline Maes            | 6:1, 6:2          |
| 2004                   | Květa Peschke Angelika Roesch                     | Stéphanie Cohen-Aloro Selima Sfra          | kampflos          |
| ↓ Kategorie: $50.000 ↓ |                                                   |                                            |                   |
| 2005                   | Jelena Kostanić Matea Mezak                       | Zsófia Gubacsi Darja Kustawa               | 6:4, 6:4          |
| 2006                   | Stéphanie Cohen-Aloro María José Martínez Sánchez | Renata Voráčová Barbora Záhlavová-Strýcová | 7:5, 7:5          |
| 2007                   | Klaudia Jans Alicja Rosolska                      | Petra Cetkovská Barbora Záhlavová-Strýcová | 6:2, 7:5          |
| 2008                   | Kristina Barrois Mervana Jugić-Salkić             | Julie Coin Violette Huck                   | 6:2, 7:63         |
| 2009                   | Youlia Fedossova Selima Sfar                      | Stéphanie Cohen-Aloro Aurélie Védy         | 4:6, 6:0, [10:8]  |
| 2010                   | Tatjana Malek Irena Pavlovic                      | Stéphanie Cohen-Aloro Selima Sfar          | 6:4, 5:7, [10:8]  |
| 2011                   | Ljudmyla Kitschenok Nadija Kitschenok             | Eirini Georgatou Irena Pavlovic            | 6:2, 6:0          |
| 2012                   | Séverine Beltrame Julie Coin                      | Justyna Jegiołka Diāna Marcinkēviča        | 7:5, 6:4          |
| 2013                   | Julie Coin Ana Vrljić                             | Andrea Hlaváčková Michaëlla Krajicek       | 6:3, 4:6, [15:13] |
| 2014                   | Stéphanie Foretz Amandine Hesse                   | Alberta Brianti Maria Elena Camerin        | Disqualifikation  |
| 2015                   | Alexandra Cadanțu Cristina Dinu                   | Viktorija Golubic Alice Matteucci          | 7:5, 6:3          |
| 2016                   | Ivana Jorović Lesley Kerkhove                     | Alexandra Cadanțu Jekaterina Jaschina      | 6:3, 7:5          |
| ↓ Kategorie: $25.000 ↓ |                                                   |                                            |                   |
| 2017                   | Sarah Beth Grey Samantha Murray                   | Jaqueline Cristian Elena-Gabriela Ruse     | 7:63, 6:3         |
| 2018                   | Magdalena Fręch Bibiane Schoofs                   | Miriam Kolodziejová Jesika Malečková       | 5:7, 6:2, [10:3]  |

## Quelle
- ITF Homepage